# Sils im Engadin
Sils im Engadin (ufficialmente Sils im Engadin/Segl, in cui Sils im Engadin è la denominazione in tedesco e Segl  quella in romancio; in italiano Siglio in Engadina o Sigli, desueti) è un comune svizzero di 715 abitanti del Canton Grigioni, nella regione Maloja.

## Geografia fisica
Sils im Engadin è situato in Alta Engadina, sulla sponda sinistra dell'Inn, tra i laghi di Sils e di Silvaplana; dista 10 km da Sankt Moritz, 41 km da Chiavenna, 77 km da Coira e 116 km da Lugano. Il punto più elevato del comune è la cima del Piz Corvatsch (3 451 m s.l.m.), sul confine con Samedan. Il territorio comunale comprende anche il Lej da la Tscheppa.

## Storia
Sils im Engadin fu menzionato per la prima volta intorno all'800-850 come Silles e nel 1131 come Sillis; i primi statuti comunali, in romancio, risalgono al 1591.

### Simboli
È la versione stilizzata dello storico sigillo comunale, con riferimento alla posizione soleggiata del comune e al lago di Sils, ricco di pesci.

## Monumenti e luoghi d'interesse
- Chiesa riformata di Santa Margareta a Fex, eretta nel XV secolo[5];
- Chiesa riformata di San Lorenzo a Sils-Baselgia, eretta in età medievale e attestata dal 1536[1];
- Chiesa riformata a Sils-Maria, eretta nel 1597 e ampliata nel 1764[1];
- Chiesa di San Michele a Sils-Maria, attestata dal 1496[1];
- Chiesa cattolica di Cristo Re, eretta nel 1931[1];
- Hotel Waldhaus a Sils-Maria, aperto nel 1908[1].

## Società

### Evoluzione demografica
L'evoluzione demografica è riportata nella seguente tabella:
Abitanti censiti

### Lingue e dialetti
Nel 2000 la maggioranza della popolazione era di madrelingua tedesca (59%), con l'italiano seconda lingua (15%) e il romancio terza (12%). Nel XIX secolo l'intera popolazione parlava il romancio putér. A causa del commercio crescente con il mondo esterno, l'utilizzo del romancio ha cominciato a diminuire. Nel 1880 circa il 68% della popolazione parlava il romancio come lingua madre, mentre nel 1910 la percentuale era scesa al 56% per poi risalire nel 1941 al 61,5%. Negli anni '60 del XX secolo il tedesco divenne la prima lingua. Tuttavia, nel 2000 ancora il 33% almeno capisce il romancio.
| Lingue a Sils im Engadin | Lingue a Sils im Engadin | Lingue a Sils im Engadin | Lingue a Sils im Engadin | Lingue a Sils im Engadin | Lingue a Sils im Engadin | Lingue a Sils im Engadin |
| ------------------------ | ------------------------ | ------------------------ | ------------------------ | ------------------------ | ------------------------ | ------------------------ |
| Lingue                   | Censimento 1980          | Censimento 1980          | Censimento 1990          | Censimento 1990          | Censimento 2000          | Censimento 2000          |
| Lingue                   | Abitanti                 | Percentuale              | Abitanti                 | Percentuale              | Abitanti                 | Percentuale              |
| Tedesco                  | 210                      | 48,39%                   | 291                      | 58,43%                   | 446                      | 59%                      |
| Romancio                 | 137                      | 31,57%                   | 122                      | 24,50%                   | 90                       | 12%                      |
| Italiano                 | 67                       | 15,44%                   | 71                       | 14,26%                   | 116                      | 15%                      |
| Totale                   | 414                      |                          | 484                      |                          | 652                      |                          |

## Cultura

### Istruzione

#### Biblioteche
- Biblioteca engiadinaisa a Sils-Baselgia, aperta nel 1962[1].

#### Musei

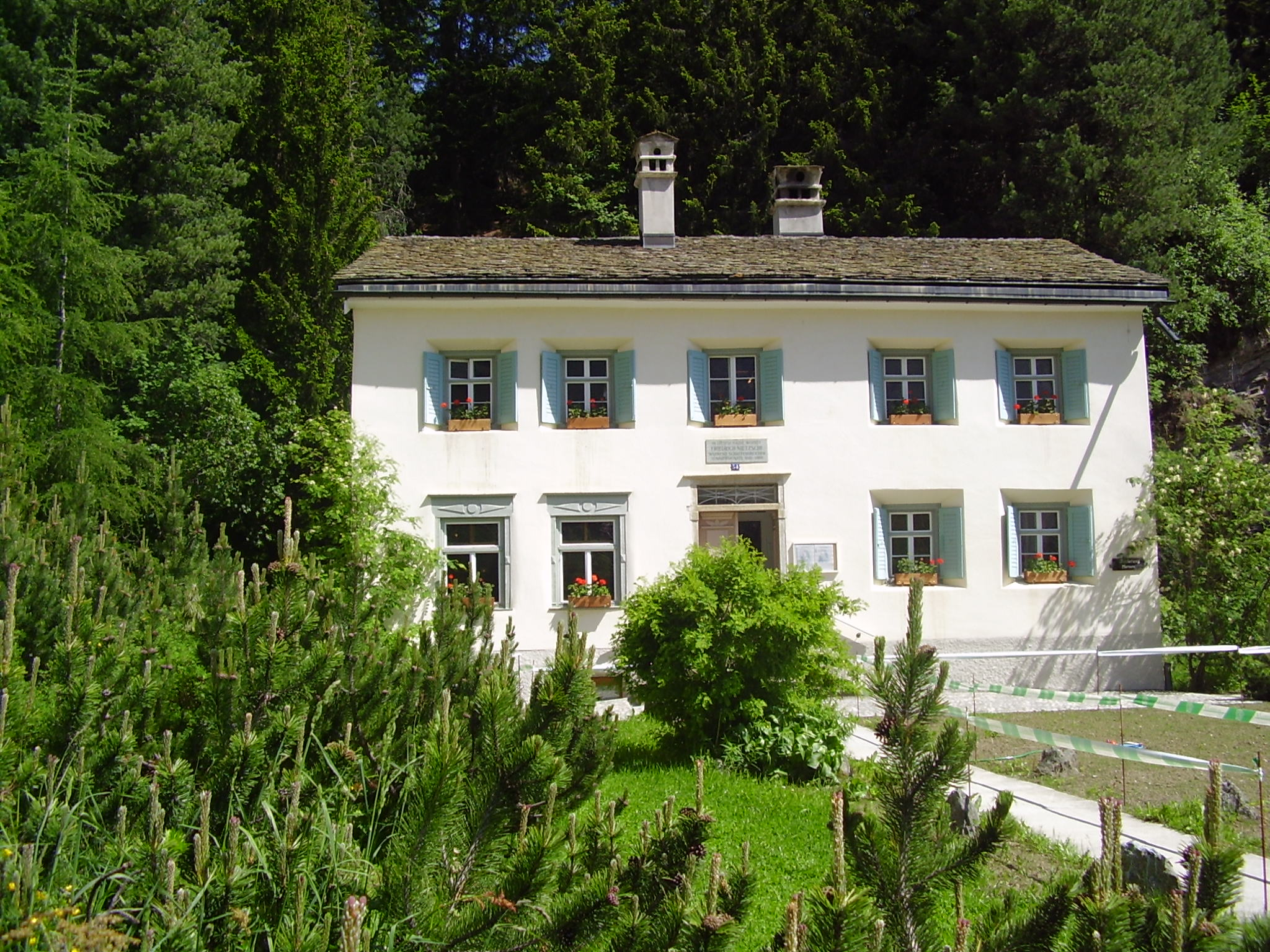
Casa Nietzsche

- Casa Nietzsche (Nietzsche-Haus) a Sils-Maria, dove il filosofo tedesco Friedrich Nietzsche trascorse i mesi estivi tra il 1881 e il 1888[1];
- Museo Robbi a Sils-Maria, dedicato al pittore locale Andrea Robbi[1].

### Arte
È ambientato a Sils im Engadin il romanzo di Rosetta Loy Cioccolata da Hanselmann (1997).

### Cinema
È ambientato a Sils im Engadin il film di Olivier Assayas Sils Maria (2014).

## Geografia antropica

### Frazioni

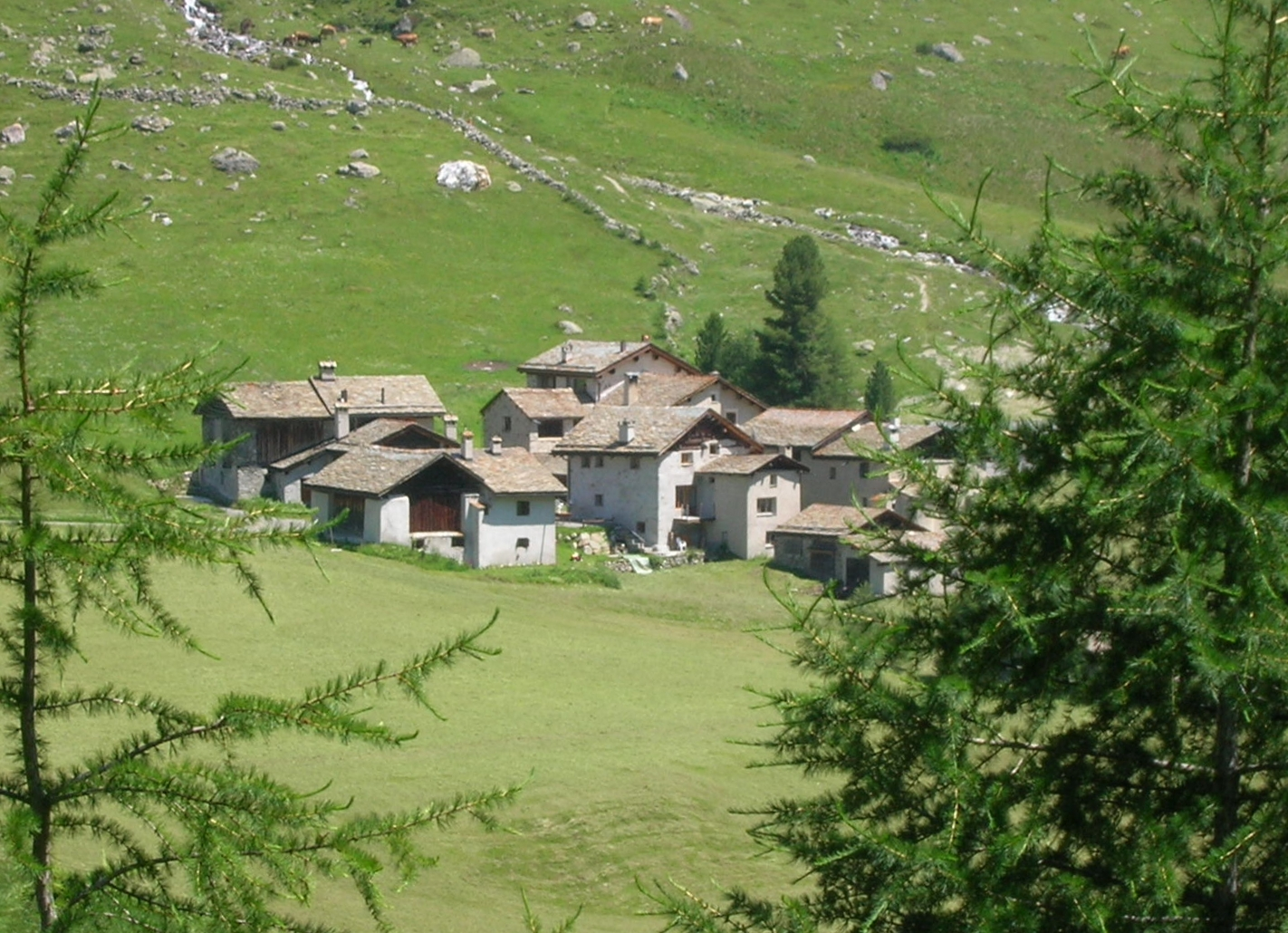
Il villaggio di Platta nella Val Fex

Il comune di Sils im Engadin comprende quattro frazioni; il nucleo principale è composto da Sils-Baselgia e Sils-Maria:
- Fex nella Val Fex[5], che parte dal massiccio del Bernina e sfocia a Sils-Maria; è chiusa al traffico veicolare (servizio di carrozze con cavalli da Sils-Maria) ed è ricca di costruzioni montanare tipiche engadinesi[senza fonte]
  - Crasta
  - Curtins
  - Platta
  - Vals
  - Vaüglia
- Grevasalvas
- Sils-Baselgia ascoltaⓘ, così chiamato in quanto[senza fonte] è presente l'antica chiesa (baselgia in romancio[senza fonte]) di San Lorenzo[1], (circondata da un piccolo cimitero[senza fonte]
- Sils-Maria ascoltaⓘ, sede comunale

Esistono anche i nuclei rurali di Blaunca, Buaira e Plaun da Lej (situato a metà strada tra il passo del Maloja e Sils-Baselgia, sulla sponda occidentale del lago di Sils).

## Infrastrutture e trasporti
La stazione ferroviaria più vicina è quella di Sankt Moritz, gestita dalla Ferrovia Retica.